# 경신공주
경신공주(慶愼公主, ? ~ 1426년 5월 8일(음력 3월 22일)) 또는 경신궁주(慶愼宮主)는 조선의 공주로, 태조의 차녀이자 적차녀이다. 어머니는 신의왕후이다.

## 생애

### 출생과 혼인
태조 이성계의 둘째 딸이자 신의왕후 소생이다. 역사서에서는 태조의 적장녀로 기록되어 있고 왕실 족보인 《선원록》에도 장녀로 기록되어 있다. 신덕왕후의 딸인 경순공주는 셋째 딸로 기록되어 있지만, 《이자춘 신도비(1387년)》 및 《정릉 신도비명(1393년)》을 통해 경신공주가 경순공주보다 늦게 태어났음을 알 수 있다.

태어난 해는 알 수 없으나, 1388년 위화도 회군 당시, 고려 조정에서 요동 정벌에 출정한 장수들의 가족들을 인질로 삼으려 하자 오빠인 이방원(태종)이 가족들을 대피시켰는데, 언니 경선공주와 함께 나이가 어렸다고 기록되어 있다.
 
전하(태종 이방원)가 왕후(王后, 신의왕후)와 강비(康妃, 신덕왕후)를 모시고 동북면을 향하여 가면서,
말을 탈 때든지 말에서 내릴 때든지 전하께서 모두 친히 부축해 주고,
스스로 허리춤에 불에 익힌 음식을 싸 가지고 봉양하였다.
경신공주(慶愼公主) · 경선공주(慶善公主) · 무안군(撫安君) · 소도군(昭悼君)이 모두 나이 어렸으나 또한 따라왔으므로,
전하께서 자기가 안아서 말에 태우고 길이 험하고 물이 깊은 곳에는 전하가 또한 말을 이끌기도 하였다.— 《태조실록》 1권, 총서

1396년(태조 5년) 3월 19일, 이거이의 장남 이백경(李伯卿, 이저와 이애로 개명)과 결혼하였다. 이백경은 당시 33세로 아들 이비(李俾)를 둔 상태였다. 이백경과의 사이에서 아들 이후(李厚)를 두었다.
1404년(태종 4년), 시아버지인 이거이가 모반을 품었다 하여 남편인 상당부원군 이저와 함께 태종에 의해 서인으로 강등되었다. 이거이의 두 아들이 왕실의 부마가 되면서 세력이 커질 것을 경계하였기 때문이다. 종친과 공신들이 이거이 부자를 처형할 것을 청하자 태종은 이거이와 이저가 왕자의 난 당시 큰 공을 세웠고, 이거이의 또다른 아들인 이백강이 정순공주의 남편이기 때문에 이들을 차마 죽일 수 없다며 거절하였다.
이후 태종에 의해 죄를 용서받고 서울에 올라와 살게 되었다.

### 사망
1426년(세종 8년) 3월 22일 졸하였다. 경신공주가 죽자 세종은 내관 이용년을 보내어 조문하게 한 뒤, 다음날 쌀과 콩 각 50석과 종이 2백권을 부조하고, 상등(上等)의 예로 장사지내게 하였다.
1872년(고종 9년), 조선 초기 궁주(宮主)들의 봉작을 공주(公主)로 바꾸면서 경신공주로 봉해졌다.

## 가족 관계
- 아버지 : 태조(太祖, 1335~1408)
- 어머니 : 신의왕후 한씨(神懿王后 韓氏, 1337~1391)
  - 오빠 : 진안대군(鎭安大君, 1354~1393)
  - 오빠 : 정종(定宗, 1357~1419)
  - 오빠 : 익안대군(益安大君, 1360~1404)
  - 오빠 : 회안대군(懷安大君, 1364~1421)
  - 오빠 : 태종(太宗, 1367~1422)
  - 오빠 : 덕안대군(德安大君, 생몰년 미상)
  - 여동생 : 경선공주(慶善公主, 생몰년 미상)
- 시아버지 : 이거이(李居易, 1348~1412)
- 시어머니 : 경주 최씨(慶州 崔氏)[9]
  - 부마 : 상당부원군(上黨府院君) 이애(李薆, 1363~1414)
    - 아들 : 이후(李厚)
    - 며느리 : 이맹진(李孟畛)의 딸 한산 이씨(韓山 李氏)

## 관련 문화재
- 이애 · 경신공주 묘 - 용인시 향토유적 제31호

## 경신공주가 등장한 작품

### 드라마
- 《태종 이방원》 (KBS1, 2021년~2022년, 배우 : 김채린)

### 주해
1. ↑  이거이의 장남인 이저(이애)는 태조의 딸 경신공주에게, 넷째 아들인 이백강은 태종의 딸 정순공주에게 장가들었다.